# Дипкун
Дипку́н — посёлок в Тындинском районе Амурской области России. Образует сельское поселение Дипкунский сельсовет.

## Название
Название посёлка в переводе с эвенкийского означает «серебряный ключ» или «восемь», или «много ручейков».

## История
Основан в 1975 году воинами-железнодорожниками. Затем посёлок строился строительными бригадами из Подмосковья. В течение 10 лет «жилые вагончики» были полностью заменены капитальными типовыми зданиями, сейсмоустойчивыми для землетрясений до 6 баллов по шкале Рихтера. Небольшой район, застроенный частными домами в восточной части поселка именуется «Подмосковьем». Жилые постройки были самыми разными, основным вариантом были строительные вагончики, из которых, как лего, были составлены различные постройки. Они ставились в разных вариантах стена к стене и прорезались двери между комнатами. Присутствовали тут и дома из рубленных круглых бревен, а в восточной части была улица, состоящая из жилых бочек, это полноценный утепленный жилой модуль промышленного изготовления. В противоположную сторону уходит «Леспромхоз».

## География
Посёлок расположен в 162 километрах на восток по железной дороге от районного центра — города Тында, столицы БАМа (9511-й километр БАМа). Площадь — около 4 км².
В восточном направлении от пос. Дипкун идёт дорога к пос. Тутаул. В 15 км к западу от посёлка протекает река Унаха. По северной окраине посёлка протекает река Дипкун, по южной окраине протекает река Валючи (бассейн Унахи).

## Климат
Посёлок Дипкун, как и Тындинский район, приравнен к районам Крайнего Севера.
Географическая широта посёлка Дипкун в точности соответствует широте Москвы, однако резко континентальный климат отличается намного более суровыми и продолжительными зимами.

## Население
| 2002  | 2010  | 2012  | 2013  | 2014  | 2015  | 2016  |
| ----- | ----- | ----- | ----- | ----- | ----- | ----- |
| 2134  | ↘1907 | ↘1812 | ↘1748 | ↘1657 | ↘1603 | ↘1529 |
| 2017  | 2018  | 2019  | 2020  | 2021  |       |       |
| ↘1499 | ↘1434 | ↘1365 | ↘1349 | ↗1478 |       |       |

## Инфраструктура
Застроен нетиповыми пятиэтажными домами (на сваях, до 25 метров уходящих в землю), многие из которых стоят на сваях для устойчивости ввиду того, что посёлок располагается на территории вечной мерзлоты. Много частных домов с земельными участками (везде есть теплотрассы, зимой служат дорожками).
В центре посёлка находится Дом культуры, железнодорожный вокзал из мрамора с уличными часами, амбулатория, центральная площадь с памятником в честь 50-летия Победы в Великой Отечественной войне.
Посёлок расположен на склоне сопки, что является причиной большого перепада высот на относительно большой площади населённого пункта (дороги бетонируются для продвижения тяжёлой техники). Улицы часто имеют очень большой уклон, а территория Дипкуна изрезана бетонированными канавками для отвода талых и дождевых вод, стекающих с возвышенности.
В период с 1991 по 1994 в поселке дислоцировался военный полевой госпиталь железнодорожных войск и иные войсковые части (рембат и т.д.) которые после окончания активной фазы строительства железной дороги были переведены в иные места дислокации. 
В поселке ранее было два здания школ: начального и среднего образования, были планы под строительство здания бассейна которое закончено так и не было. 

## Транспорт
Станция Дипкун Дальневосточной железной дороги (участок ранее входил в состав БАМа).
Основной тип транспорта — железная дорога. Ежедневно через станцию следуют поезда (2 раза в день спецобслуживание Комсомольский и пригородный) Тында — Комсомольск-на-Амуре, также населением используются рабочие поезда, обслуживающие железную дорогу. Автомобильным транспортом до ближайших населённых пунктов добираться сложно, 163 километров ехать около 8 часов. Мосты через реки нуждаются в ремонте. Моста и вовсе нет (речка Брянта). Ещё проще зимой, когда в качестве дорог используются замёрзшие реки.

## Известные жители
В посёлке Дипкун в течение пяти месяцев в начале своей трудовой деятельности жил будущий заслуженный артист России Андрей Соколов.